# Kostel Nanebevzetí Panny Marie (Bavorov)
Kostel Nanebevzetí Panny Marie v jihočeském městě Bavorov je dominantou města a jednou z nejvýznamnějších gotických staveb jihočeského gotického stavebnictví.
Leží západně od tamního náměstí mezi ulicí Jirsíkova a Dr. Mareše. Byl postaven v polovině 14. století z nelícné žuly, krov má břidlicovou krytinu. Kostel samotný je tvořen trojlodní obdélnou sítí sklenutou na čtyři pilíře a polopilíře. Dále je tvořen polygonálně uzavřeným kněžištěm, na jehož severní straně leží menší ze dvou věží, zvaná „Rožmberská“, je tam šnekové schodiště a sakristie (která bývala původně kaplí). Druhá, vyšší věž stojí jihozápadně vedle hlavního vstupu do kostela. Dva břidlicové krovy jsou spojeny zděným štítem s křížovou kytkou, krov ležící nad presbytáři je nižší než krov nad příčnou a podélnou lodí. U vstupu na nádvoří kostela je krucifix nadživotní velikosti se sochou Ježíše Krista. Pozemek je obehnán plotem a s budovou Římskokatolické farnosti Bavorov ho spojuje most.
Díky naléhání nových pánů Rožmberských se do města v roce 1360 přistěhoval farář, což vedlo mělo ke změně funkce z kostela filiálního na farní. Jakmile k té změně došlo, nechali bratři z rodu Rožmberků založit farní chrám, který byl vybudován na místě, kde stál starší kostel již v roce 1350. Nový kostel byl dokončen kolem roku 1384. V roce 1604 byla na nároží postavena jihozápadní věž.

## Historie
V roce 1350 již stál na místě dnešního kostela starší kostel, ten byl filiální ke kostelu ve Velké Blanici. Bratři Páni z Rožmberka, na které přešlo zboží po vymření rodu Bavorů, krátce po roce 1360 přesvědčili faráře, aby se přestěhoval z Velké Blanice do Bavorova. To mělo za následek výměnu důležitosti dvou kostelů a kvůli téhle změně se začal stavět v Bavorově nový chrám na místě starého kostela. Zakladatelé byli bratři Jošt, Petr, Oldřich a Jan Rožmberkové. Podle znaků na jižním portále, které vyobrazují růže Jana z Rožmberka a erb Elišky z Halasu, lze určit že kostel byl dostavený kolem roku 1370-89, přičemž nejčastěji se uvádí přibližně rok 1384, rok 1389 je hraniční, protože stavebník Jan z Rožmberku v ten rok zemřel.
Bratři z Rožmberka roku 1384 listinou ustanovili kolem kostela pět kaplanství, v listině byly také ustanoveny důchody pro kněží, učitele a špitály. Velká věž se zvonicí na jihozápadním nároží začala vznikat v roce 1604, stavitelem Petrem Vlachem z Vodňan. V roce 1649 zasáhl kostel požár města, došlo k sesutí klenby a poničení celého kostela. V letec 1652 až 1654 proto začala přestavba kostela, podle eggenberského stavitele Petra Spinety, která z původního dvojlodí změnila dispozice chrámu na trojlodí. Kostel opět zasáhl požár v roce 1867, který měl na starost poničení velké věže na jihozápadě kostela a zničení zvonů Pavla, Marka a Marie. Věž proto musel být následující dva roky přestavěna, podle píseckého stavitele Špirhanzla. Zničené zvony pak byly nahrazeny 1. 12. 1869 zvony Marie, Idy, Jana Nepomuka a Adolfa.
Další zásadní událostí byla regotizace v letech 1905 – 1908, podle plánu Josefa Mockera za vedení J. Sedláčka. V roce 1938 došlo k vnitřní úpravě M. Boháčem. Za obou světových válek došlo ve městě Bavorov k rekvírování zvonů, na věži zůstal pouze samotný zvon Prokop z roku 1500, to v roce 2001 vedlo k podání žádosti do Prahy, o náhradu za zvony odvezené v roce 1942.
K následujícím opravám došlo v roce 2007, byla dokončena venkovní fasáda, včetně fasády vedlejší fary, položená nová kanalizace, elektroinstalace, opraveno oplocení kostela a dlažební schody před kostelem. Po 70. letech se také vymaloval interiér a byly opraveny varhany.

## Popis stavby a exteriéru

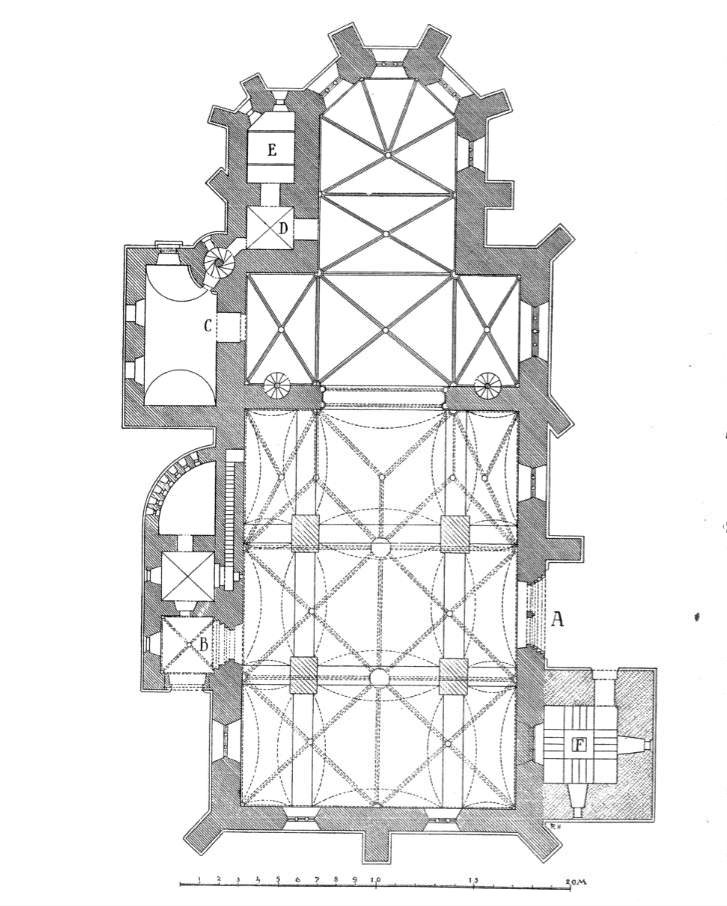
Půdorys kostela

Na západním průčelí se nachází opěráky s Kosinou o jednom ústupku, štítkem a fialou. Opěráky podpírají fasádu v obou rozích a na osách. Příčná loď, presbytář a loď v rozích a bocích, jsou opřeny opěráky, o jednom nebo dvou ústupcích, které jsou v jednotlivých nárožích a transeptu postavené diagonálně, většina z nich má na sobě chrliče ve tvaru fantastických zvířat. Opěráky jsou zdobeny fiálou a kryty Kosinou a štítkem. Hlavní krov má trojúhelníkový tvar, který se odráží i ve štítu na severní fasádě straně kostela. Vrchol zakončení štítu je zakončený gotickou křížovou kyticí. Po jejíž obou stranách jsou pravidelně rozmístěné čtyři fiály (druhá fiála zleva na východní straně štítu je momentálně zničena). Při restauraci štítu v roce 1905 bylo vytvořených pět podélných gotických panelů.
Přibližně v polovině severní fasády se mezi opěráky nachází dvě lomená okna, dvojdílná s kružbou, ta jsou v dnešní době viditelná ale ze vnitřní strany zazděná. V přízemí pod kruchtou dvě okna kruhového tvaru. Na východní straně lodi jsou prolomená hrotitá okna, nad portálem trojdílná vedle portálu pak dvojdílná z obou stran. Každé z oken má svou bohatou kružbu. Okno v poslední travée na severozápadní straně je kvůli věži zazděno.
Presbytář osvětlují čtyři dlouhé hrotitá okna, opět zdobená odlišnou trojlistou kružbou. Do severovýchodní části lodi se otvírá vstupní portál, vchodový otvor je dvojdílný s profilovaným pilířem uprostřed na kterém leží lomený oblouk, pod kterým se nachází vodorovné nadpraží, podepřené v koutech podpěrami. V tympanonu se nachází lupením zdobená konzola s výklenkem pro sošku Panny Marie. Profilovaný rám uzavírá archivoltu portálu a tam kde se potkává s archivoltou je křížová kytka. Rám spočívá na postavách proroků a v jeho cviklech je z jedné strany pětilistá růže Jana z Rožmberka a na druhé straně erb Elišky z Halsu. Erb i růže jsou korunovány kolčími helmicemi. Po pravé straně portálu se nalézá kropenka, ta je zdobená čtyřmi pětilistými růžemi.
K východní straně presbytáře přiléhá dvoupatrová sakristie s nepravidelným závěrem o třech stranách. Sakristie bývala původně pouze jednopatrová kaple a je podpíraná v rozích opěráky, o jednom ústupku, které jsou ukončeny kosinou se štítkem. Na sakristii se mezi pilíři nachází dvojitá okna, s výplní kružbovou čtyřlistou a v druhém patře ze žuly tesaná obdélná okna.
Na východní straně vystupuje jednopatrová kaple Anděla strážce, jedná se o věžovitou stavbu, v jejíž spodní části je prolomené dvoudílné okno, s kružbou dvojlistí a dvěma dvojnosy. Nad dvojnosným oknem se nachází okno střelnicové. V přízemí ke kapli přiléhá čtvercová kobka s obdélným oknem Do kopky se vstupuje skrze vchod sklenutý do oblouku, přerušeného vodorovným nadpražím, které je podepřeno v koutech členěnými konzolami. Tympanon tohoto vstupu má kružbovou žulovou výplň. Ke druhé straně kaple přiléhá kostnice, obloukovitého do čtvrtkruhu tvarovaného tvaru. Do kruhové části kostnice vede sedm štíhlých, půlkruhově sklenutých a silně špaletovaných okýnek. K východní části transeptu je přistavěna starší kaple Božího Hrobu, která byla při pozdějších opravách barokizována.

### Loď příčná
Nalézá se v severní části kostela a navazuje na presbytář, stojí v ní dvě gotické menzy které mají profilovaný sokl a horní desku. Kolem menz probíhá panelování s nosníkem a vloženými obloučky, pod kterým se nachází na šikmo postavené štítky se znaky stavebníků. Dále se zde nalézá růžice, hvězda, písmeno M a drobná reliéfní busta. Roku 1652 byly přistavěny do ramen příčné lodi křížovou klenbou podklenuty literátské kruchty. Při severní straně lodi stojí jednopatrová, obdélníková, věžová kaple Anděla strážce.

### Presbyterium
Presbytář má hrotitá okna s kružbami a protáhlý pětiboký závěr a jedno obdélné pole. Navazuje na něj příčná loď s lehce obdélným křížením a příčně obdélnými rameny. Presbytář je zaklenut jedním polem a kápěmi závěru, příčná loď je zaklenuta třemi poli křížové klenby se žebry, o profilu ve tvaru vyžlabeného klínu, vybíhajícími mi z přípor.
Na jižní straně se nalézá velké hrotité sedile s pestrou kružbovou výplní a arkaturou. Vyjma sedile se zde nalézá ještě výklenek pro křtitelnici, zdobený dvěma malými figurálními konzolkami, reliéfní rožmberskou růží a kraby. Na východní straně presbytáře se nalézala nástěnná malba, která vznikla kolem roku 1400 a znázorňuje křížovou cestu Ježíše Krista. Malby z 15. století se nacházely na obou stranách presbytáře. Na severní straně presbytáře se nachází sanktuář s vimperkem, který je zdobený reliéfem pelikána a motivem hroznu.

### Loď podélná
Původní gotické dvojlodí bylo v roce 1649 zasažené požárem, vinou něhož došlo k sesutí klenby, a bylo vystřídáno trojlodní dispozicí. Tohle nové trojlodí bylo rozděleno párem osmibokých pilířů, kterým odpovídají u obvodových stěn ležící pětiboké přípory s nabíhajícími hruškovými žebry. Trojlodí je sklenuto třemi povaly valené klenby, výsečemi v hlavní lodi a křížením v boční lodi.
Klenba bočních lodí je tvořen zděnou kruchtou podklenutou plackami a nanesenou dvěma pilíři. V trojlodí jsou zanechané výběhy původní žebrové klenby, přípony klenby jsou obdobné těm v presbytáři. Na sloupech podélné lodi jsou směrem k hlavnímu vstupu nakresleny znaky Rožmberků s letopočtem 1560 a znak Eggenberků s letopočtem 1654. Lodní síň je velká 20,5 na 14 m.

### Sakristie
Nalézá se v severovýchodní části kostela, je zaklenutá hrotitou valenou klenbou na dva pásy a na její západní části polem křížové klenby, její jižní část zdobí malý ornamentální reliéf. V severní části sakristie se nachází portál se skoseným ostěním, skrz něj se vchází do oratoře nebo na kamenné schodiště vedoucí do chodby spojující kostel a faru. Na sakristii se mezi pilíři nacházejí dvojitá okna, s výplní čtyřlistou kružbou.

### Věž Rožmberská
Šesti patrová věž štíhlého hranolového tvaru zakončená cimbuřím, se nachází v severním koutě sevřená kněžištěm a příčnou lodí a ze severovýchodu je podepřená opěrákem v severovýchodním rohu. Střecha jehlancovitého tvaru je plně zděná. V přízemí má okénko ve tvaru kosočtverce, zdobené ostře zahroceným čtyřlistem. Ve vyšších částech věže jsou pak tři střílnovitá okna. V pátém patře býval namalovaný orloj se zvláštním ciferníkem. V šestém patře se nalézají dvoudílná hrotitá okna. Součástí věže je šnekové schodiště vedoucí do čtvrtého patra věže. Schodiště je připojeno k severozápadnímu konci věže, do kterého se vstupuje okoseným sedlovým portálem.

### Spojovací chodba
Netradičním prvkem je chodba mezi farností a kostelem. Z kostela se do chodby vchází po točitých schodech, skrze sakristii. Schodiště je do chodby zaklenuté valenou klenbou a v ústí chodby se nachází jednoduché sedlové portálky. Spojovací chodba vede do předsíně se dvěma okny obdélného tvaru v přízemí a dvěma gotickou římsou rámovaná okna střílnová okna.

### Věž jihozápadní
Věž má tři patra, je bez opěráků a má tvar hranolu. Při opravách v letech 1905-1906 byla celá opravena do gotického stylu. Ve věži se nacházely zvony zničené při požáru v roce 1867 a odvezené v roce 1942, zůstal zachován pouze zvon Prokop z roku 1500. Věž má hodiny a lomené okno s kružbou.

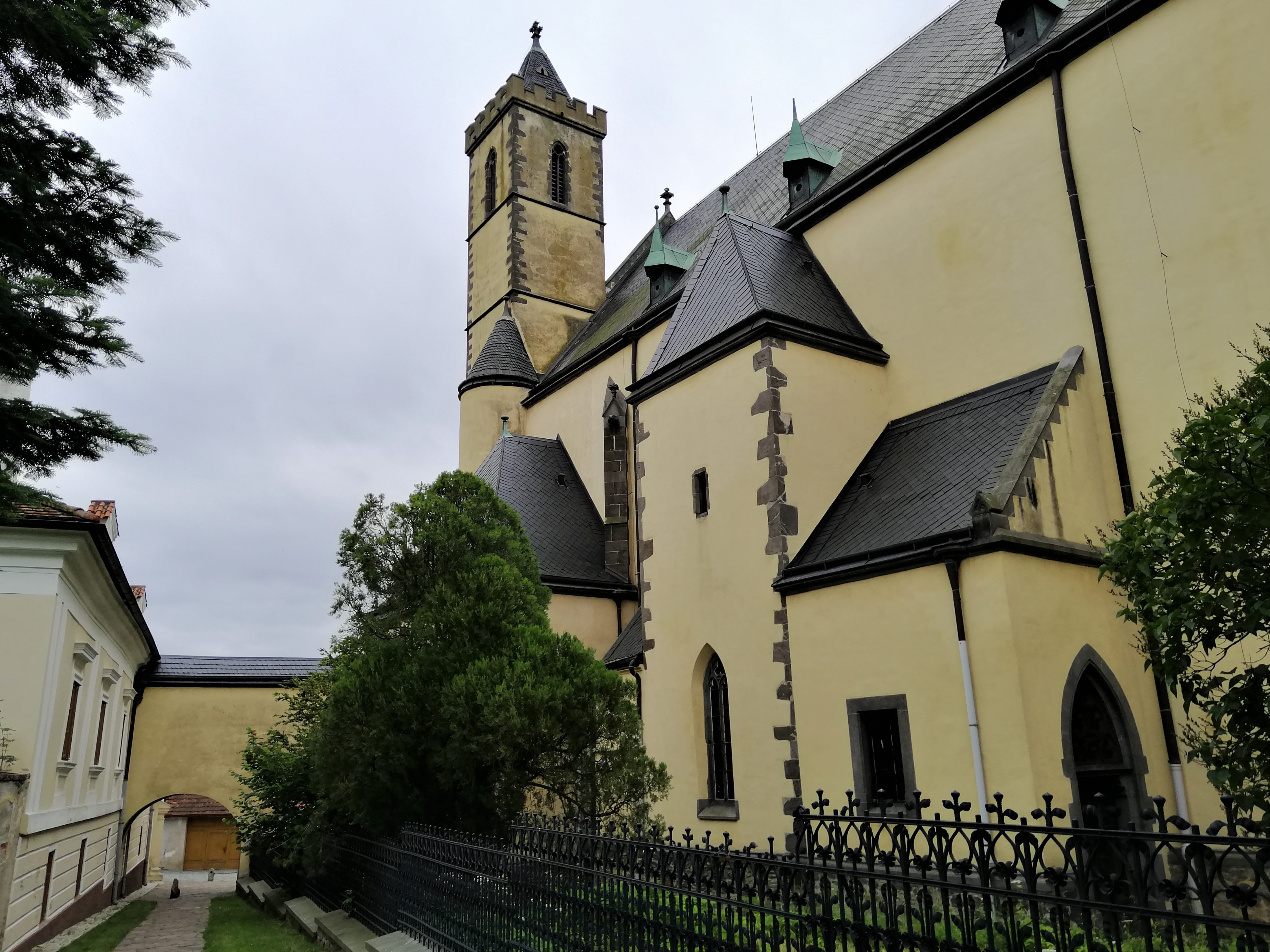
Severní strana kostela
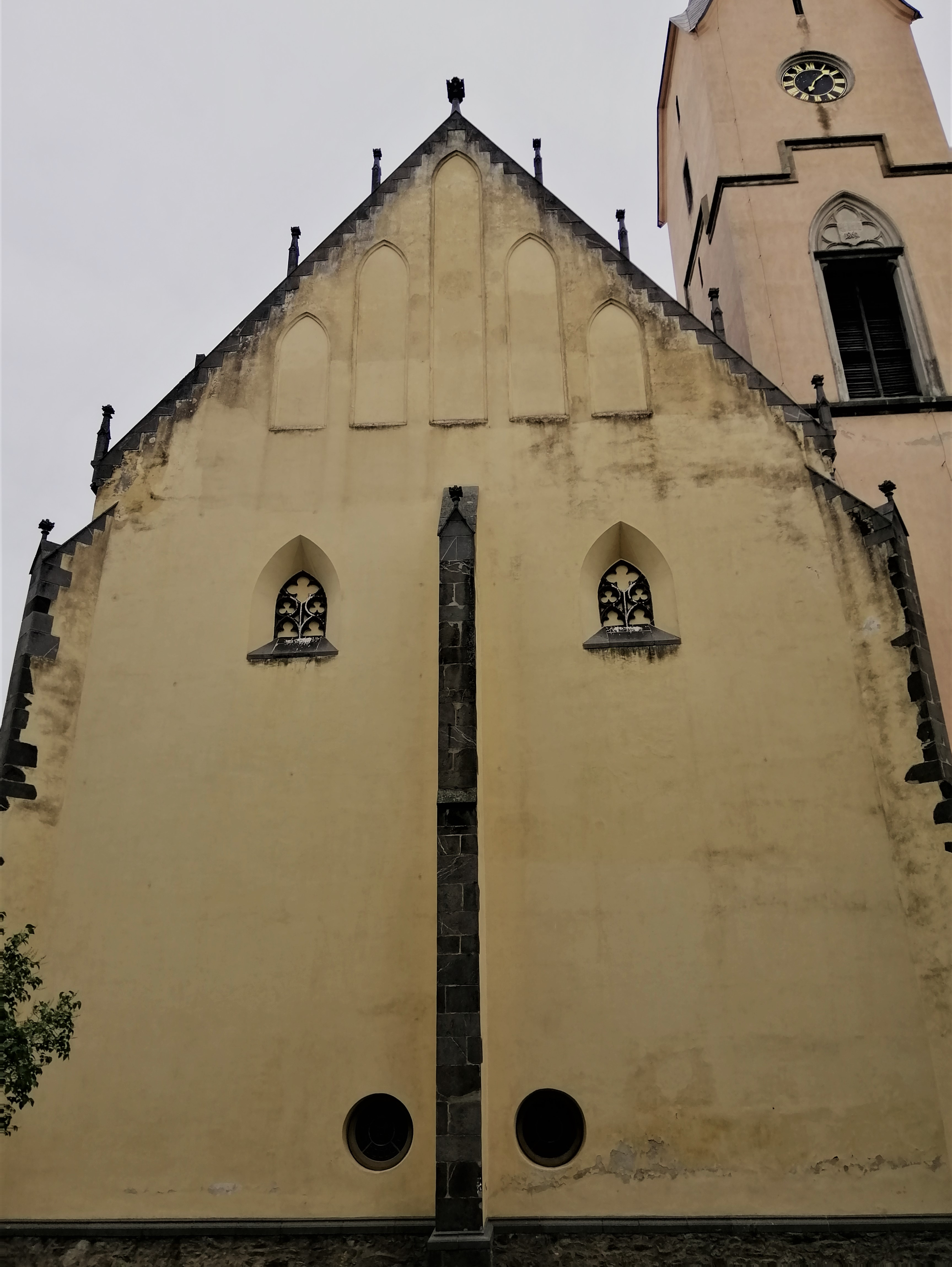
Západní strana kostela
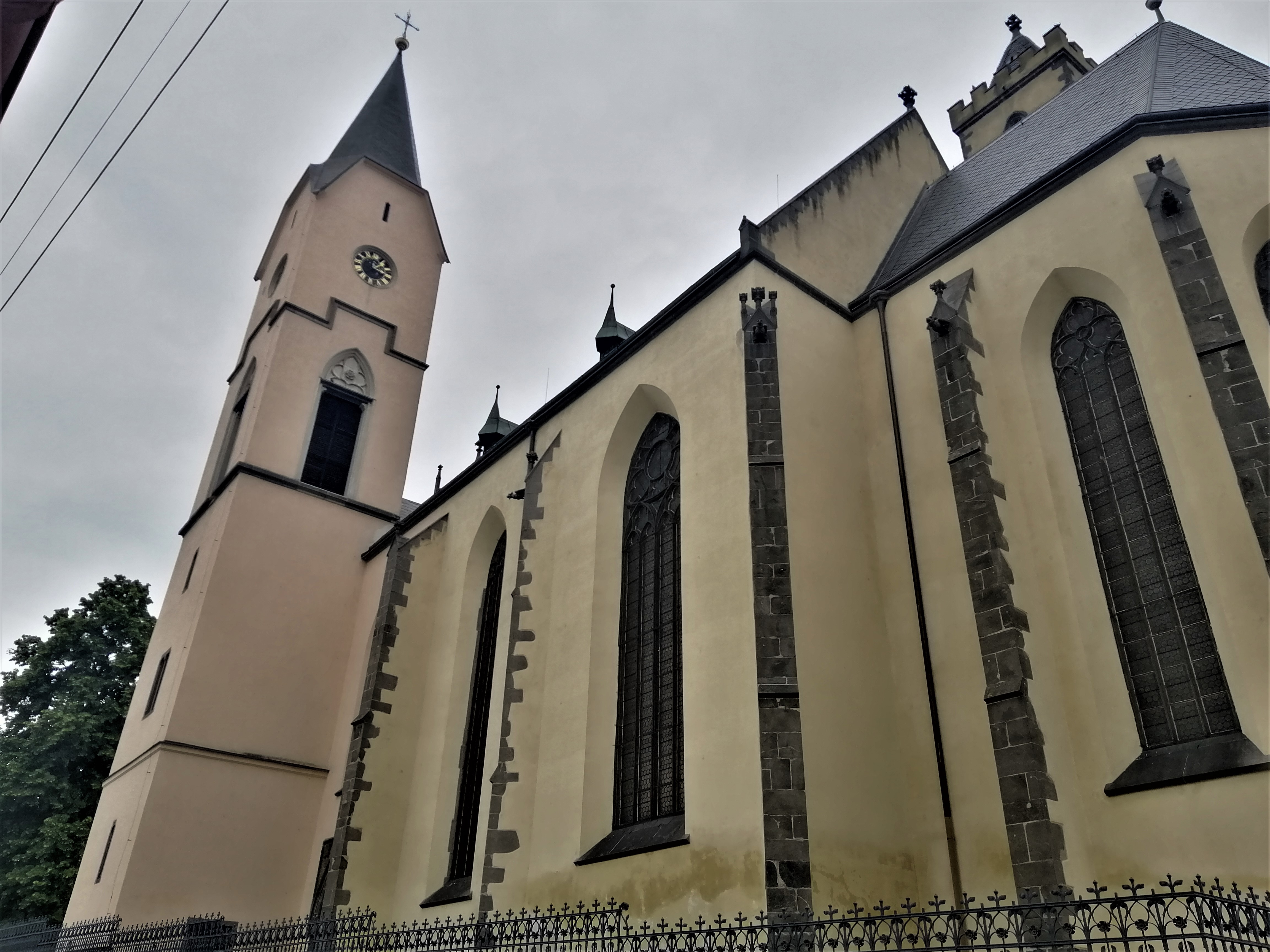
Jižní strana
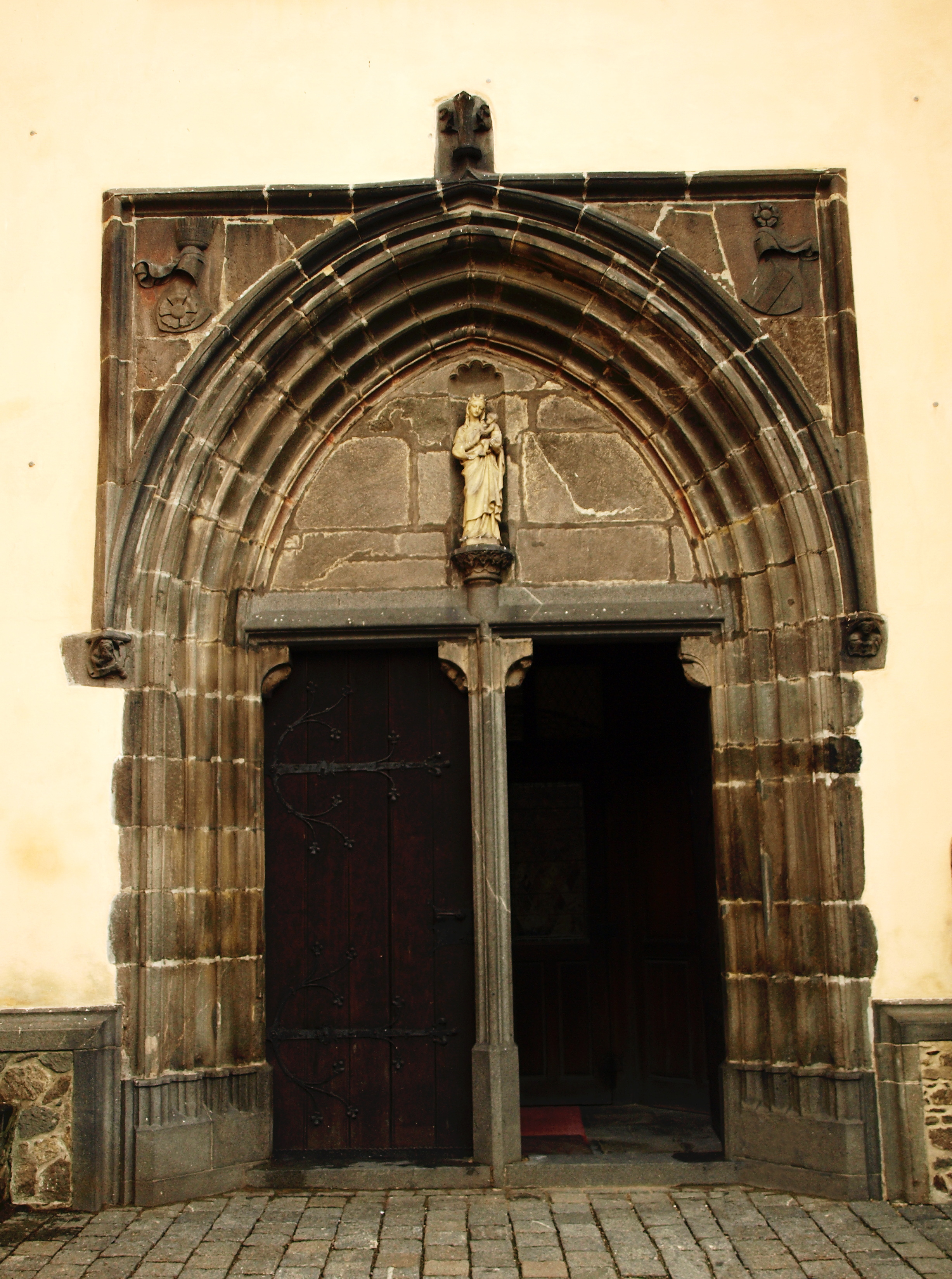
Portál hlavního vstupu

### Zařízení kostela
V kněžišti kostela se nachází pestrý sloupový hlavní oltář se sochami svatého Karla Boromejského, svatého Bernarda, svatého Řehoře a svatého Augustína. Stáří těchto soch se odhaduje kolem roku 1770 a sloupy jsou korintského slohu. Ve středu sloupového oltáře je obraz Nanebevzetí Panny Marie a v rámech bočních lodí jsou dva oltáříky z konce 17. století, svatého Marka a Rozeslání apoštolů. Ze stejného století by taktéž měl pocházet svatostánek, ležící v jižním rameni příčné lodi.
Přibližně kolem roku 1770 byly taky vyrobeny dva protějškové oltáře a kazatelna s figurálními reliéfy. Jedná se o oltář svatého Mikuláše a oltář Čtrnácti svatých pomocníků a stojí na čelné stěně. V podélné lodi lze také nalézt obrazy znázorňující ukřižování Ježíše Krista a čtyři výklenky v předposlední dvojici sloupů se sochami svatých.
Bohatý rozvilinový oltář Anděla strážce se nalézá ve stejnojmenné kapli. Na severní straně kostela se v prvním nadzemním podlaží nachází dřevěné varhany s gotickými prvky.

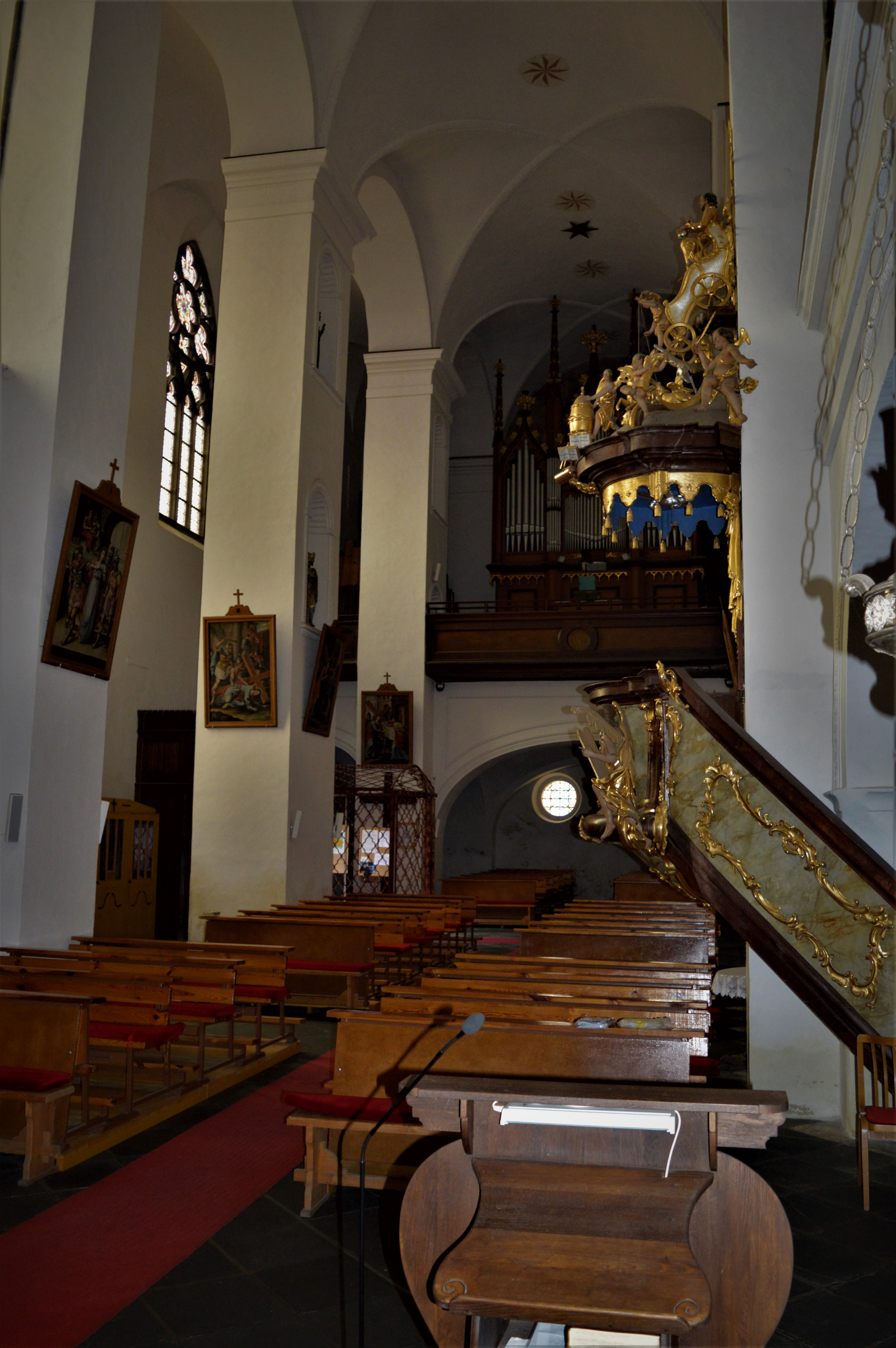
Interiér lodi kostela
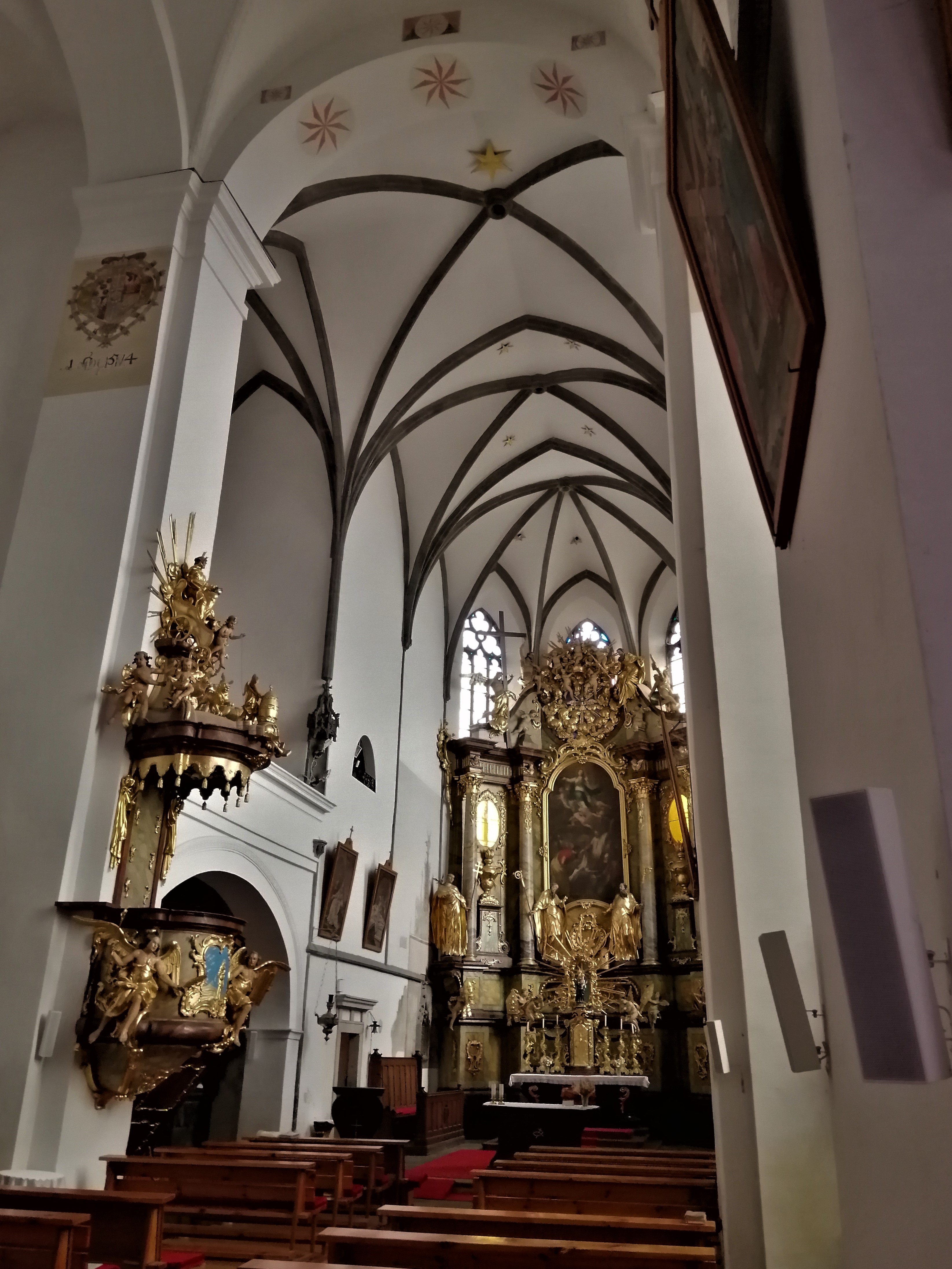
Interiér lodi s pohledem na oltář
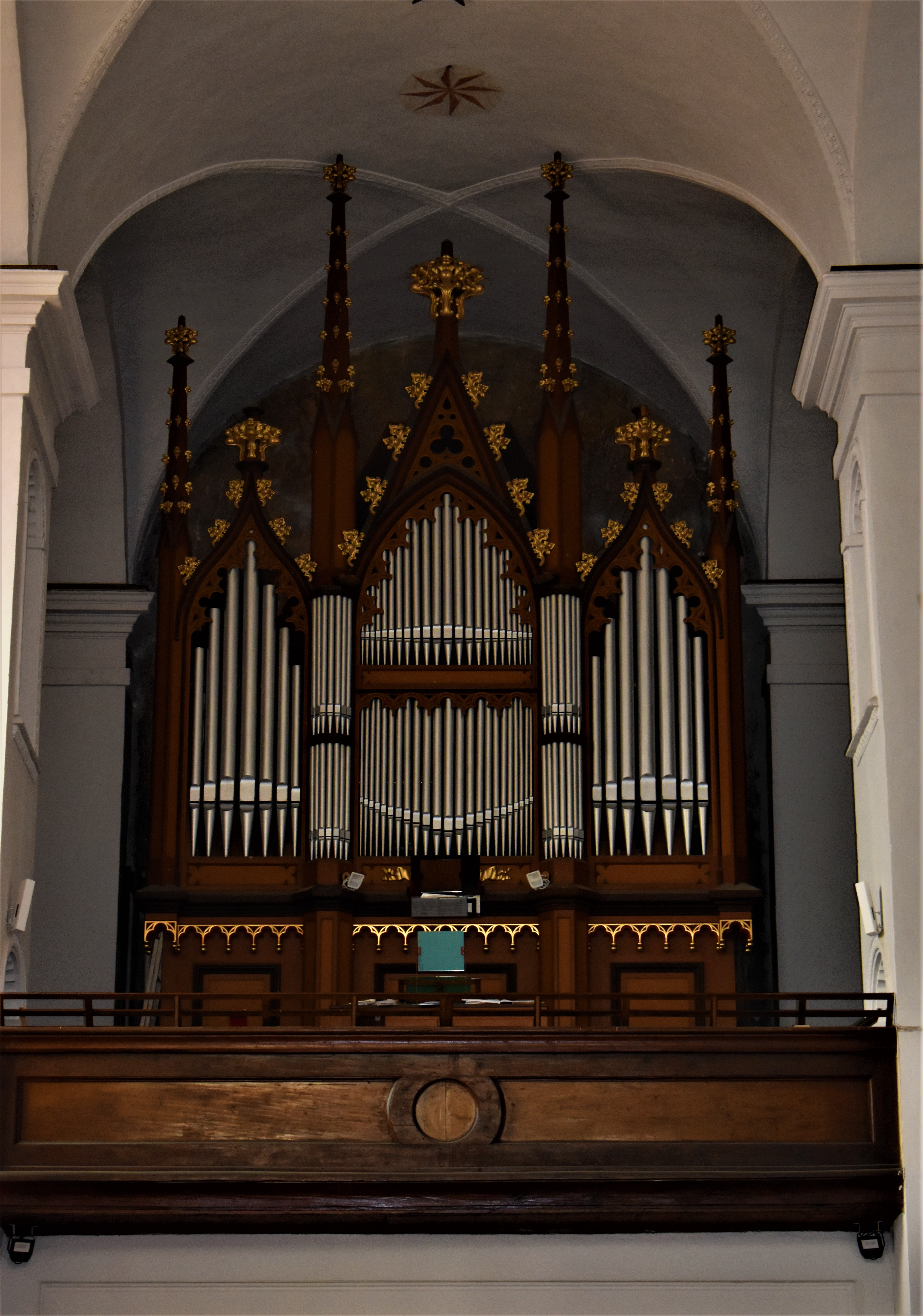
Varhany